# Gonatodes annularis
Espèce
Synonymes
- Gonatodes boonii Lidth De Jeude, 1904
- Gonatodes beebei Noble, 1923

Gonatodes annularis est une espèce de geckos de la famille des Sphaerodactylidae.

## Répartition
Cette espèce se rencontre :
- dans les Antilles ;
- au Panama ;
- dans l'est du Venezuela ;
- au Guyana ;
- au Suriname ;
- en Guyane ;
- au Brésil dans les États d'Amapá du Pará.

## Description
Les œufs incubent un peu plus de deux mois à 28 °C.

## Publication originale
- Boulenger, 1887 : Catalogue of the Lizards in the British Museum (Nat. Hist.) III. Lacertidae, Gerrhosauridae, Scincidae, Anelytropsidae, Dibamidae, Chamaeleontidae. London, p. 1-575 (texte intégral).